# Емилио Портес Хил
Емилио Кандидо Портес Хил (шп. Emilio Cándido Portes Gil; Сијудад Викторија, 3. октобар 1890 — Сијудад Мексико, 10. децембар 1978) је био председник Мексика од 1928. до 1930, један од тројице који су служили у шестогодишњем мандату изабраног председника генерала Алвара Обрегона, који је убијен 1928. Пошто је устав Мексика забрањивао нови избор актуелног председника, будући председник Плутарко Елијас Каљес није могао формално да постане председник. Портес Хил је стога постао председник, али је Калес задржао ефективну политичку моћ током периода који се назива Максимато.